# Cabanzón
Cabanzón es una localidad del municipio cántabro de Herrerías, en España. En el año 2008 contaba con 129 habitantes (INE), 39 de los cuales viven en el barrio de Otero. Está a 163 m s. n. m. y dista tres kilómetros y medio de la capital municipal, Bielva. Hay en esta localidad un árbol singular: la Encinona de Cabanzón. Celebra la fiesta de la Magdalena el 22 de julio.
Esta localidad aparece mencionada en el año 1111, en el Cartulario del Monasterio de Santillana del Mar. A finales de la Edad Media, debió existir cierta dependencia señorial, pues aparecen en esta localidad vasallos de los condes de Castañeda. Esta localidad formó parte del primer ayuntamiento constitucional de Val de San Vicente, durante el Trienio Liberal; en 1835 pasó a formar parte del de Herrerías. 
De su patrimonio destaca la torre-fortaleza de Cabanzón, de finales de la Edad Media, y Bien de Interés Cultural declarado desde 1992. Igualmente, es de interés su iglesia barroca, dedicada a Santa Eulalia de Mérida, que conserva un retablo del siglo XVIII. Hay también una cruz de humilladero dedicado a la Virgen.